# Řídicí vůz Bfbdtanx792 ČD
Řídicí vůz řady Bfbdtanx792 (do 1. ledna 2009 řada 912) je prototyp dvounápravového řídicího vozu vzniklého v roce 2002 modernizací přípojného vozu řady Btax780. Provozují jej České dráhy a je určen do soupravy s motorovým vozem řady 812. Koncepce modernizace na soupravu 812 + 912 byla později přepracována do podoby motorové jednotky řady 814 „Regionova“. Dodnes jezdí se soupravou Cyklohráček.

## Konstrukce
Řídicí vůz řady 912 vznikl rekonstrukcí staršího přípojného vozu řady Btax780, z něhož byly použity oba podvozky, hlavním rám s příčníky, střecha a bočnice, přičemž všechny komponenty byly opraveny. Mezi nápravami nově vznikl nízkopodlažní prostor (570 mm nad temenem kolejnice), který je přístupný z každé strany vozu jedněmi dvoukřídlými dveřmi, dveře na koncích vozu byly zrušeny. Nízkopodlažní část obsahuje prostor pro kočárek nebo invalidní vozík, prostor pro jízdní kolo, několik sklopných sedaček a kabinu WC přístupnou i vozíčkářům. V krajních částech vozu, které jsou přístupné po schůdkách z nízkopodlažního prostoru, se nachází oddíly pro cestující se sedačkami. Při modernizaci byla vozu dosazena nová, laminátová čela shodná s motorovým vozem řady 812. Do jednoho z nich bylo umístěno stanoviště strojvedoucího (rovněž stejné jako u motorového vozu), ve druhém čele se nachází dlouhá lavice pro cestující.

## Vývoj, výroba a provoz

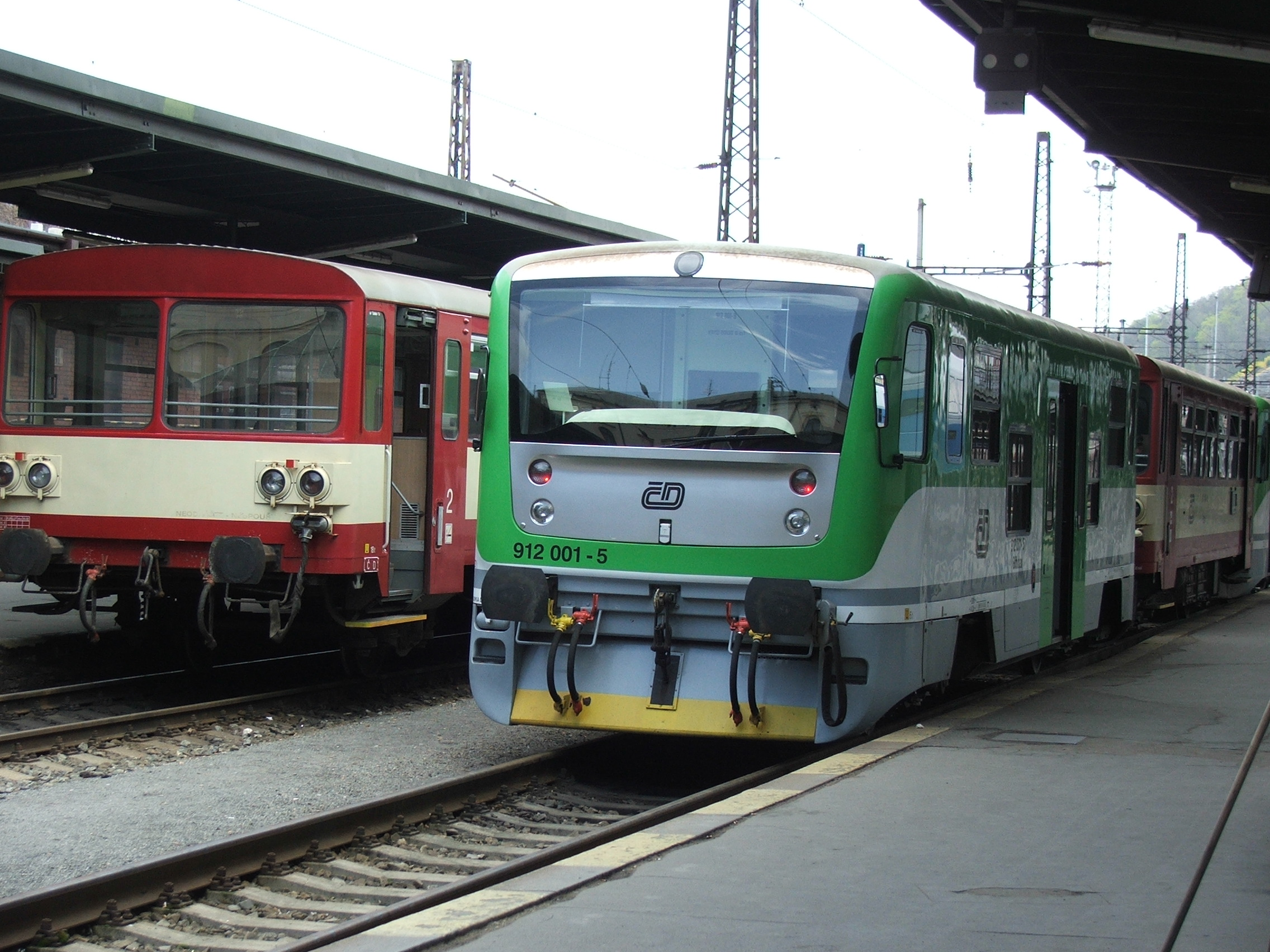
Vůz Bfbdtanx^{792} v Praze

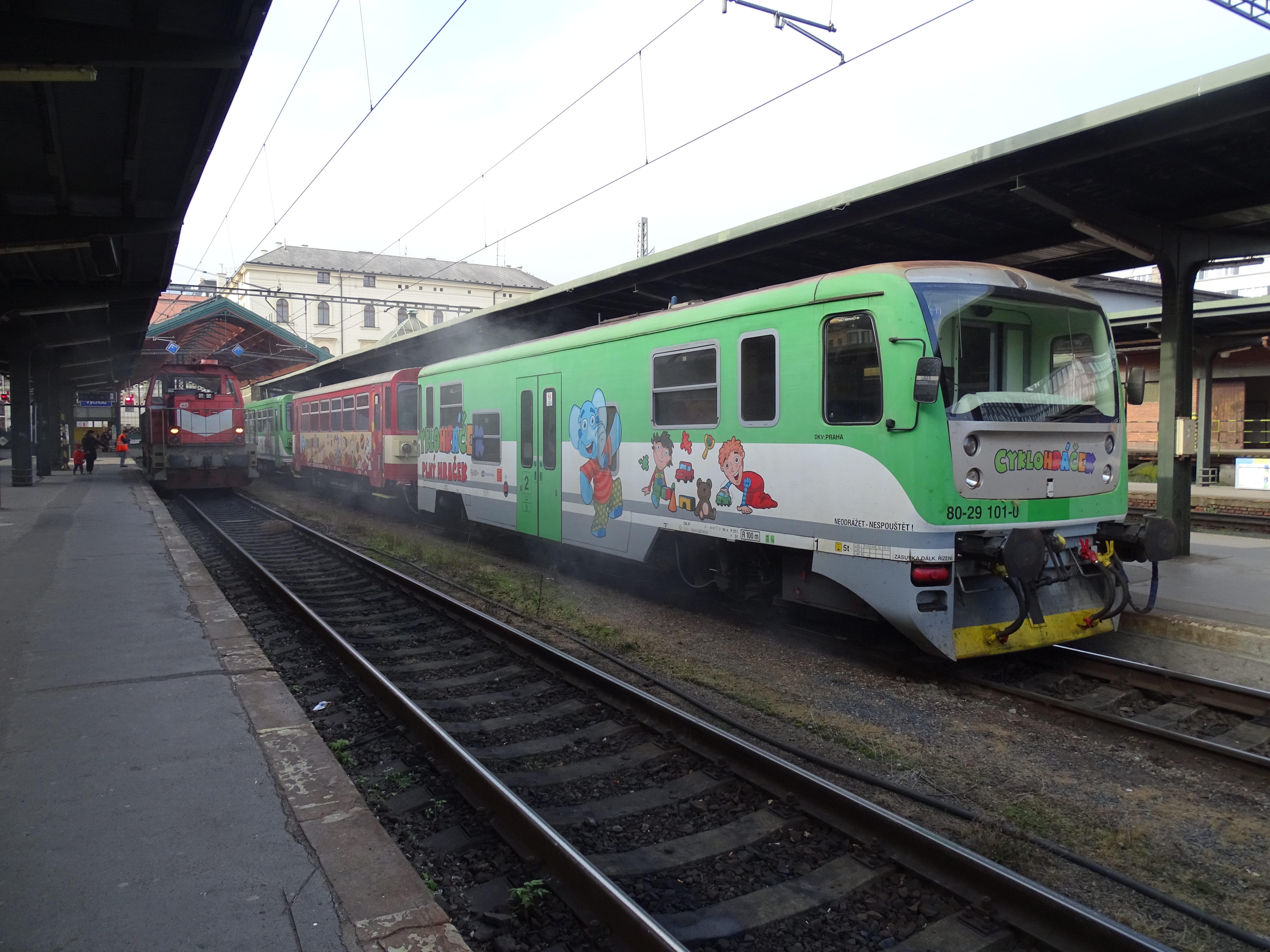
Vůz Bfbdtanx^{792} v soupravě Cyklohráčku

Projekt řídicího vozu řady 912 vznikl ve společnosti Pars nova při prototypové modernizaci motorového vozu 810.613 na řadu 812 v roce 2001. Společnost se z vlastní iniciativy rozhodla pro přestavbu již zrušeného přípojného vozu 010.171 na částečně nízkopodlažní řídicí vůz 912.001, který měl Českým drahám umožnit pohled na další možný vývoj v rekonstrukcích motorových vozů. Modernizace začala na jaře 2002 a vůz byl již v září 2002 v soupravě s motorovým vozem 812.613, k němuž byl již od začátku primárně určen, představen na Mezinárodním strojírenském veletrhu v Brně.
Začátkem roku 2003 byl podroben zkouškám, do provozu s cestujícími byl zařazen v červnu 2003. Společně s motorovým vozem 812.613, se kterým tvořil prototypovou soupravu, později jezdil v Šumperku, Valašském Meziříčí či v Klatovech. Od konce roku 2003 je trvale dislokován v Rakovníku, k vidění je často na trati do Prahy.
Řídicí vůz 912.001 byl původně majetkem firmy Pars nova, která jej Českým drahám pronajala. Později však přešel do stavu ČD.
Ač v tomto případě zůstalo pouze u prototypové soupravy 812 + 912, myšlenka motorového a částečně nízkopodlažního řídicího vozu nezapadla a o několik let později byla realizována v podobě jednotek Regionova (řada 814). Zatímco motorový vůz 812.613 je oficiálně pojmenován „Esmeralda“, řídicímu vozu 912.001 se dostalo neoficiální pojmenování „Kasandra“.
V květnu 2014 byla celá souprava (Esmeralda s vloženým vozem v zelené barvě a s řídícím vozem Bfbdtanx792) upravena na tzv. Cyklohráček. Tento vlak je vybavený dětskými hrami a hračkami a zároveň uzpůsobený pro přepravu kol a je tak určený pro rodinné výlety a/nebo cyklovýlety. Nasazen byl na trať Praha Masarykovo nádraží – Slaný.

## Technické parametry
- počet míst k sezení/stání: 35/69
- délka přes nárazníky: 14 220 mm
- maximální rychlost: 80 km/h
- hmotnost: 17,0 t
- uspořádání pojezdu: 1’ 1’